# Jacques Villeneuve
Denna artikel handlar om 1997 års världsmästare i formel 1. Hans farbror återfinns på Jacques Villeneuve (född 1953).
Jacques Joseph Charles Villeneuve, född 9 april 1971 i Saint-Jean-sur-Richelieu i Québec, är en kanadensisk racerförare som blev världsmästare i Formel 1 1997. 
Villeneuve är son till racerföraren Gilles Villeneuve som omkom under träningen inför Belgiens Grand Prix 1982. Farbrodern och namnen Jacques Villeneuve var också han racerförare. 
Villeneuve hade även en kortare musikkarriär i mitten av 2000-talet. 2007 släppte han albumet Private Paradise , innehållande 13 låtar (nio på franska och fyra på engelska). Sex av låtarna var skrivna av Villeneuve och hans vänner. Albumet fick mestadels negativa recensioner, och sålde endast 233 exemplar i Québec och 836 exemplar i Nordamerika.

## Racingkarriär

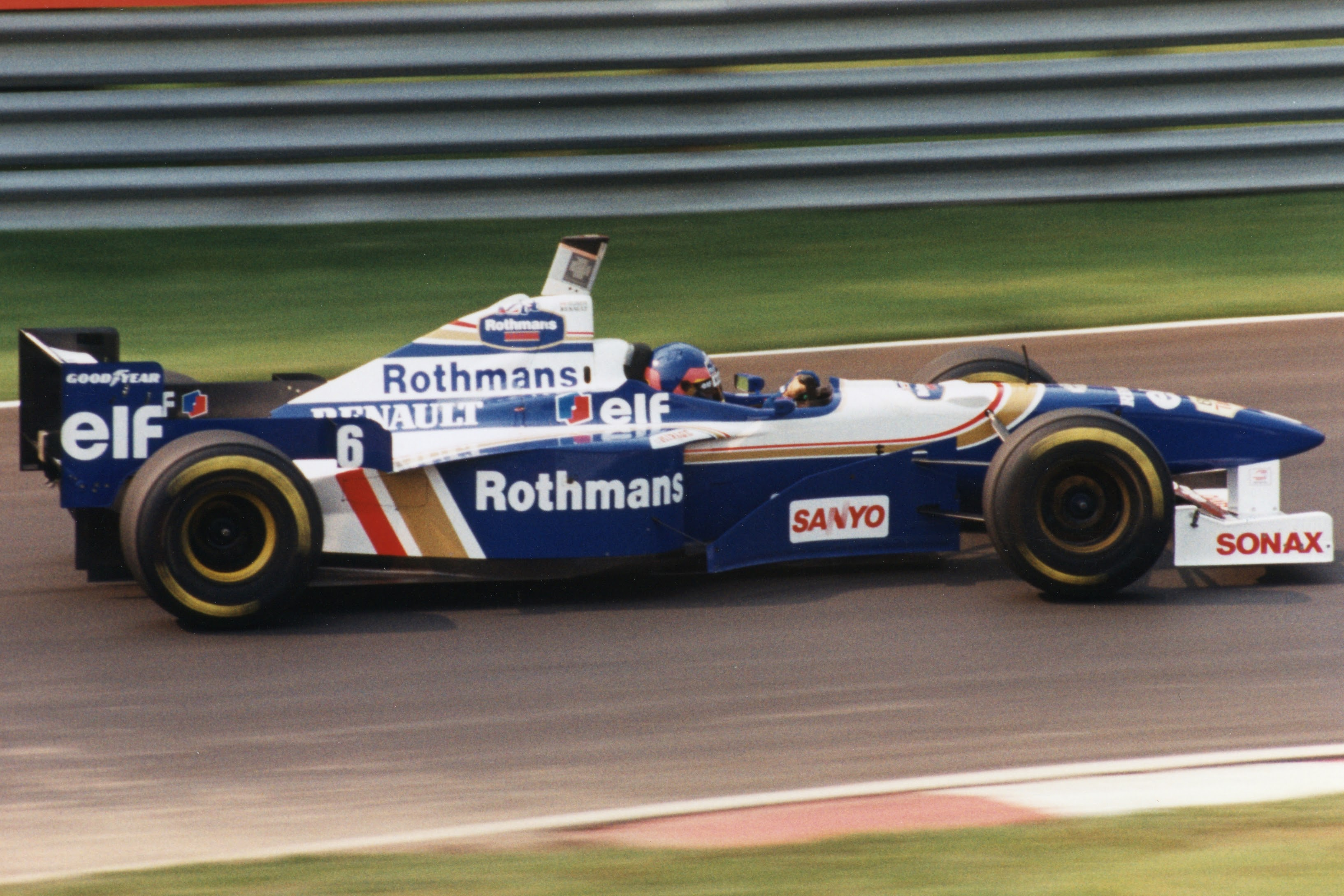
Jacques Villeneuve under Kanadas Grand Prix 1996

Jacques Villeneuve vann Indianapolis 500 1995 och blev världsmästare i Formel 1 1997. Han gjorde sedan comeback i Formel 1 i Renault i de tre sista loppen 2004. Säsongen därefter tävlade Villeneuve för Sauber-Petronas och 2006 för BMW.
Villeneuve inledde säsongen med att bryta Bahrains Grand Prix och tog sedan i det andra loppet stallets första poäng i och med en sjunde plats. Han skadades sedan under Tysklands Grand Prix och ersattes i Ungerns Grand Prix av debutanten Robert Kubica. Strax efter beslöt Villeneuve att sluta i stallet och ersattes då även resten av säsongen av Kubica.
Villeneuve försökte kvala in till Daytona 500 säsongen 2008, men misslyckades. Han fick ingen körning alls i NASCAR det året, utan tävlade istället i Speedcar Series.

## F1-karriär
| Säsong                 | Stall/Tillverkare      | Placering              | Lopp | Poäng | Etta | Tvåa | Trea | Pole | Varv |
| ---------------------- | ---------------------- | ---------------------- | ---- | ----- | ---- | ---- | ---- | ---- | ---- |
| 1996                   | Williams-Renault       | 2                      | 16   | 78    | 4    | 5    | 2    | 3    | 6    |
| 1997                   | Williams-Renault       | 1                      | 17   | 81    | 7    |      | 1    | 10   | 3    |
| 1998                   | Williams-Mecachrome    | 5                      | 16   | 21    |      |      | 2    |      |      |
| 1999                   | BAR-Supertec           | -                      | 16   |       |      |      |      |      |      |
| 2000                   | BAR-Honda              | 7                      | 17   | 17    |      |      |      |      |      |
| 2001                   | BAR-Honda              | 7                      | 17   | 12    |      |      | 2    |      |      |
| 2002                   | BAR-Honda              | 12                     | 17   | 4     |      |      |      |      |      |
| 2003                   | BAR-Honda              | 16                     | 15   | 6     |      |      |      |      |      |
| 2004                   | Renault                | -                      | 3    |       |      |      |      |      |      |
| 2005                   | Sauber-Petronas        | 14                     | 19   | 9     |      |      |      |      |      |
| 2006                   | BMW                    | 14                     | 12   | 7     |      |      |      |      |      |
| Sammanlagt 11 säsonger | Sammanlagt 11 säsonger | Sammanlagt 11 säsonger | 165  | 235   | 11   | 5    | 7    | 13   | 9    |

| 1. Europa 1996 2. Storbritannien 1996 3. Ungern 1996 4. Portugal 1996 5. Brasilien 1997 6. Argentina 1997 7. Spanien 1997 8. Storbritannien 1997 9. Ungern 1997 10. Österrike 1997 11. Luxemburg 1997 |

| 1. Australien 1996 2. Argentina 1996 3. Kanada 1996 4. Frankrike 1996 5. Belgien 1996 |

| 1. Spanien 1996 2. Tyskland 1996 3. Europa 1997 4. Tyskland 1998 5. Ungern 1998 6. Spanien 2001 7. Tyskland 2001 |

| 1. Australien 1996 2. Belgien 1996 3. Japan 1996 4. Australien 1997 5. Brasilien 1997 6. Argentina 1997 7. San Marino 1997 8. Spanien 1997 9. Storbritannien 1997 10. Belgien 1997 11. Österrike 1997 12. Japan 1997 13. Europa 1997 |

| 1. Australien 1996 2. Kanada 1996 3. Frankrike 1996 4. Storbritannien 1996 5. Portugal 1996 6. Japan 1996 7. Brasilien 1997 8. Belgien 1997 9. Österrike 1997 |